# نیکولای رودنکو
نیکولای رودنکو (اوکراینی: Мико́ла Дани́лович Руде́нко؛ ۱۹ دسامبر ۱۹۲۰ – ۱ آوریل ۲۰۰۴) فعال حقوق بشر، نویسنده، و شاعر اهل اتحاد جماهیر شوروی سوسیالیستی بود.
وی همچنین برندهٔ جوایزی همچون مدال دفاع از لنینگراد شده‌است.